# Moto Guzzi Breva
Die Moto Guzzi Breva ist ein Motorrad des italienischen Motorradherstellers Moto Guzzi, das von 2005 bis 2011 in Mandello del Lario produziert wurde. Das Naked Bike wurde im März 2005 als Breva V 1100 eingeführt. Es war die erste Serien-Moto-Guzzi mit Einarmschwinge. Die Bezeichnung, die bereits für das ältere Modell Breva 750 verwendet wurde, erinnert an den gleichnamigen thermischen Südwind Breva, der regional dafür bekannt ist, schönes Wetter zu bringen.

## Hintergrund
Vor dem Hintergrund wiederkehrender finanzieller Schwierigkeiten wurde Moto Guzzi im Jahr 2000 von Aprilia übernommen. Im Rahmen der auferlegten Sanierung begann die Entwicklung einer neuen Modellreihe von moderneren und zuverlässigeren Motorrädern, um Moto Guzzi für die Zukunft zu stärken. Obwohl sich die wirtschaftliche Situation mit dem neuen Eigentümer nicht wesentlich verbesserte, entwickelten die Moto-Guzzi-Ingenieure weiter.
Im Dezember 2004 übernahm schließlich die Piaggio-Gruppe die inzwischen selbst in Schwierigkeiten geratene Aprilia-Gruppe samt Moto Guzzi. Die Übernahme brachte die zur Fertigstellung der Produktentwicklung nötige Liquidität. Wenige Monate später konnte am 24. März 2005 auf der Messe EICMA in Mailand die Breva V 1100 als erstes Modell der neuen Reihe vorgestellt werden – mit ihr begann für Moto Guzzi ein neuer Abschnitt mit technisch und optisch völlig neuen Modellen.
Die Breva wurde als modernes, alltags- und tourentaugliches Motorrad mit klassischem Roadster-Konzept entwickelt und als Konkurrenz für die von 2001 bis 2006 verkaufte, erfolgreiche BMW R 1150 R positioniert, was auch so von der Fachpresse aufgenommen wurde. Ein weiterer vergleichbarer Roadster mit Kardanantrieb war zum Zeitpunkt der Markteinführung die Yamaha BT 1100 Bulldog.

## Ausstattung
Zwecks Tourentauglichkeit war bei Moto Guzzi ein umfassendes Sortiment an Original-Zubehör erhältlich: Seitenkoffer mit je 29 Liter Inhalt und dezenten Haltern (darin passt jeweils ein Integralhelm); Gepäckbrücke; Heckkoffer mit Rückenpolster (Top case) mit 28 oder 45 Liter Inhalt; Tankrucksack; Griffheizung; Windschild; Handprotektoren; Zylinderschutzbügel (ab 2008, aus dem Originalzubehör der Stelvio); Alarmanlage; Spritzschutz auf Knöchelhöhe (Serienausstattung der Norge).

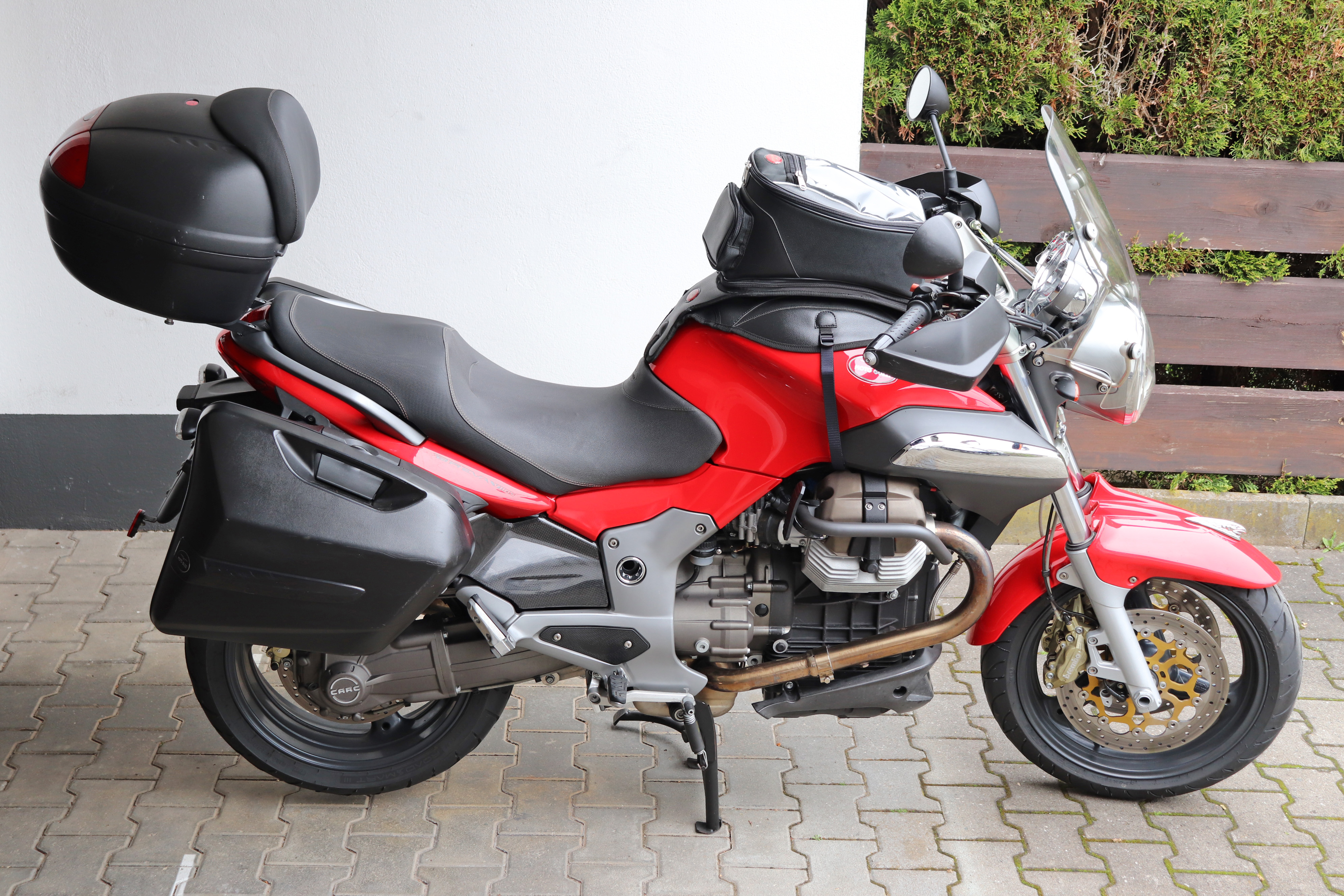
Breva V 1100 mit Original-Tourenzubehör
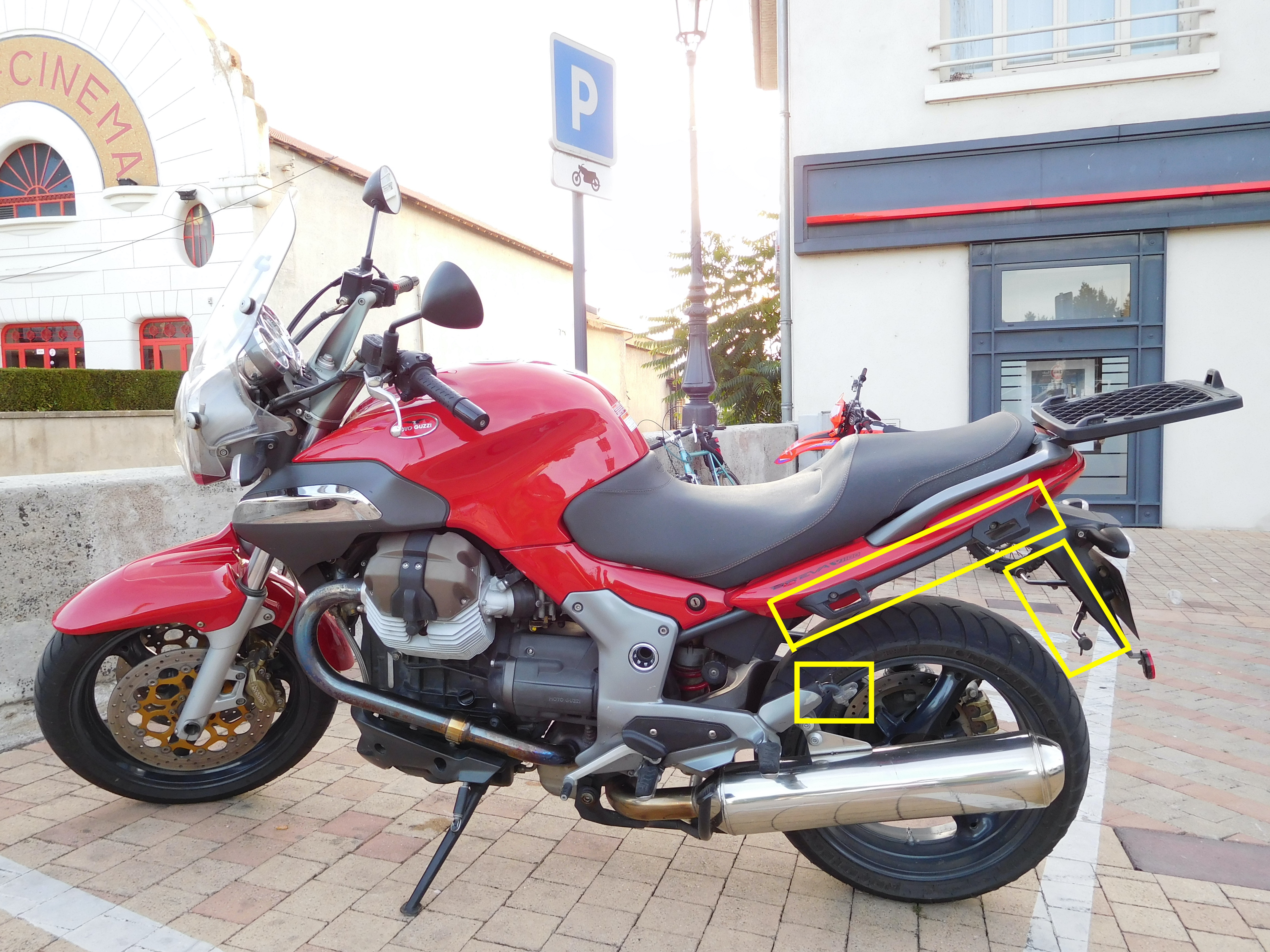
Seitenkoffer-Halterungen
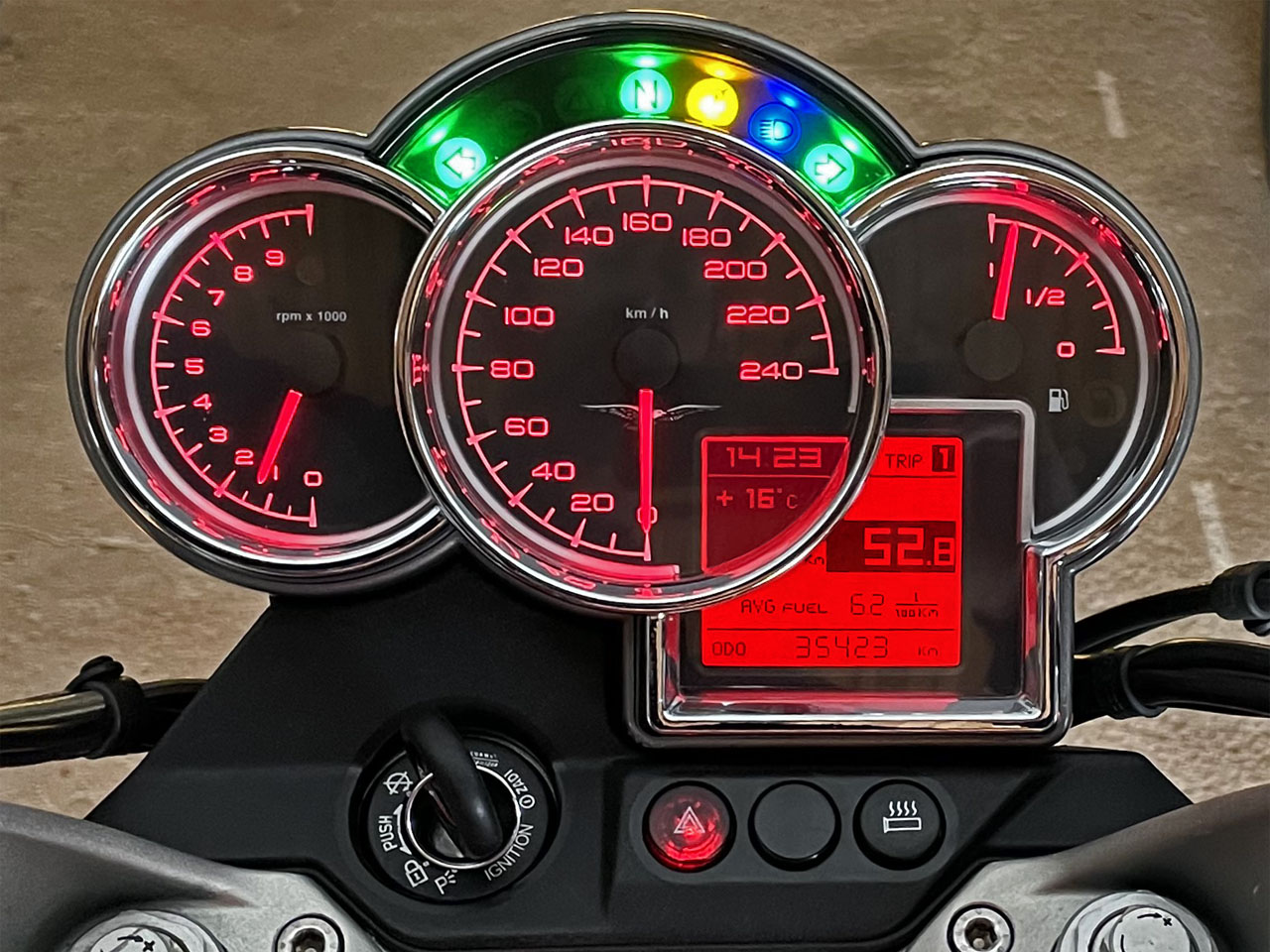
Cockpit mit umfangreichem LCD-Bordcomputer

## Technische Daten

### Antrieb
Die Breva wird von einem luft-/ölgekühlten, längs eingebauten Zweizylinder-V-Motor angetrieben. Es ist ein Viertaktmotor mit 1064 cm³ Hubraum und einer Nennleistung von 63 kW (86 PS) bei 7500 min−1. Das maximale Drehmoment von 85 Nm wird bei einer Drehzahl von 6800 min−1 erreicht. Die zwei Zylinder haben eine Bohrung von 92 mm Durchmesser, die Kolben einen Hub von 80 mm bei einem Verdichtungsverhältnis von 9,6 : 1. Der Zylinderwinkel des V-Motors beträgt 90°, wie bei allen V-Motoren von Moto Guzzi seit 1967. Die Ein- und Auslassventile (jeweils eins pro Zylinderkopf) werden mit Kipphebeln von einer unten liegenden, kettengetriebenen Nockenwelle über Stoßstangen gesteuert.
Eine hydraulisch betätigte Zweischeiben-Trockenkupplung trennt den Motor vom Sechsgang-Getriebe.
Die 2-in-1-Auspuffanlage besteht aus Edelstahl und hat einen Drei-Wege-Katalysator mit zwei Lambdasonden, die Schadstoffwerte unterschreiten die Grenzwerte der Abgasnorm Euro-3. Das eingetragene Standgeräusch beträgt 91 dB (A), das Fahrgeräusch 80 dB (A). Der große Kraftstofftank fasst 23 Liter, davon sind 4 Liter Reserve, womit sich eine theoretische Reichweite von 400 km ergibt. Der Hersteller empfiehlt die Verwendung von bleifreiem Motorenbenzin mit einer Klopffestigkeit von mindestens 95 Oktan.

### Fahrwerk
Das Fahrwerk besteht aus einem Brückenrahmen aus Stahlrohr mit mittragender Motor-Getriebe-Einheit.
Das Vorderrad wird in einer hydraulisch gedämpften Teleskopgabel mit 45 mm Standrohrdurchmesser, einstellbarer Federvorspannung und 120 mm Federweg geführt.
Hinten hat die Breva eine Einarmschwinge mit progressiver Umlenkung und Zentralfederbein; der Federweg beträgt 140 mm. Sowohl Federvorspannung (über ein einfach zu bedienendes Handrad) als auch Zugdämpfung sind einstellbar. Die Kraft wird über eine in die Einarmschwinge integrierte Kardanwelle mit zwei Gelenken und einer Momentabstützung an das Hinterrad übertragen. Diese von Moto Guzzi als CARC (italienisch Cardano Reattivo Compatto) bezeichnete Konstruktion wurde mit der Breva V 1100 eingeführt. Das System ähnelt dem Paralever von BMW.

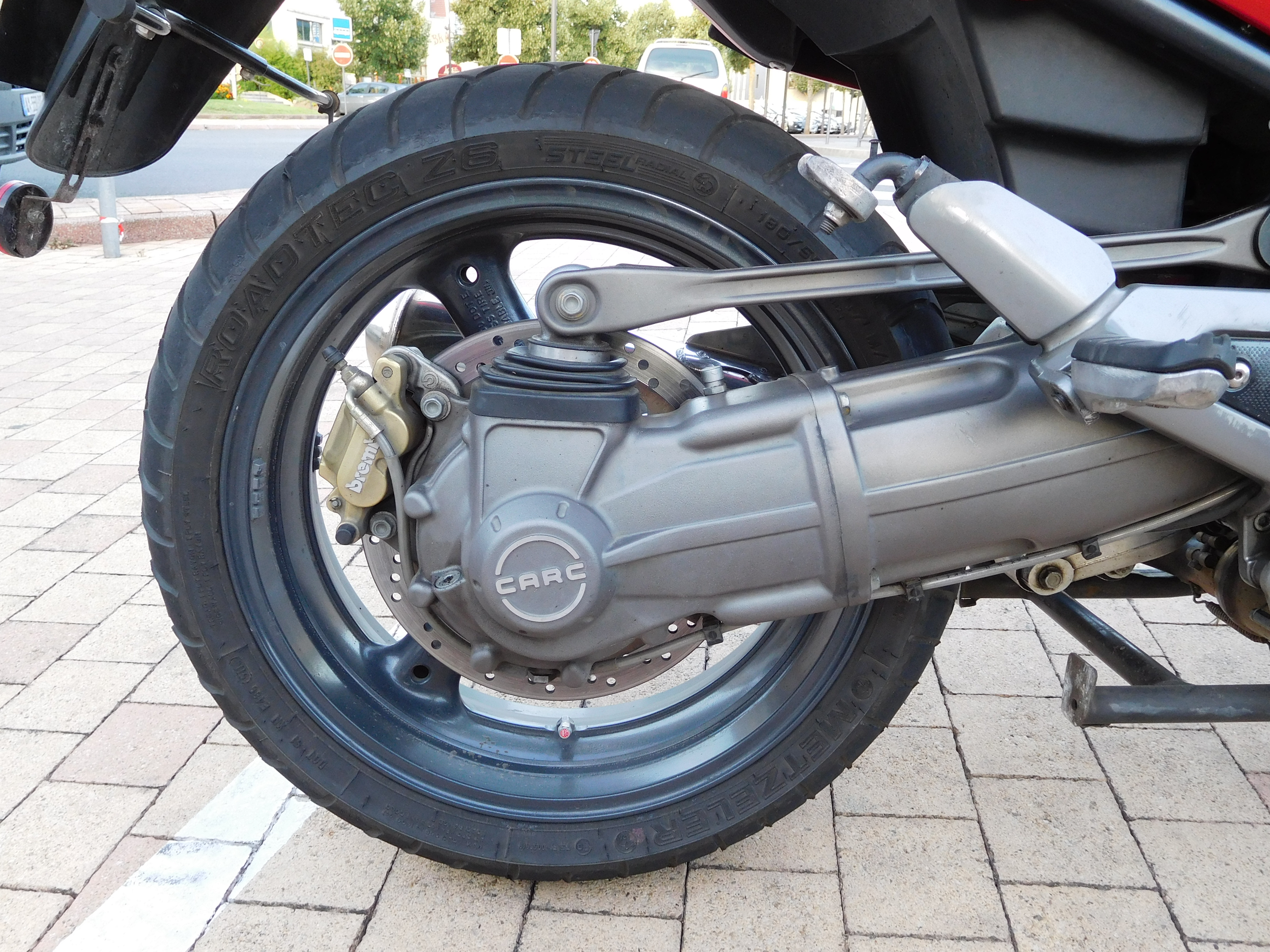
CARC-Einarmschwinge

### Bremsen
Das Vorderrad hat eine Doppelscheibenbremse mit gelochten, halb schwimmend gelagerten Stahlscheiben mit 320 mm Durchmesser und radial fest montierten Vierkolbenzangen. Das Hinterrad bremst eine gelochte Scheibe mit 282 mm Durchmesser und eine schwimmend gelagerte Doppelkolbenzange montiert. Die Bremsleitungen sind stahlummantelt. Ab 2006 war ein Antiblockiersystem wahlweise gegen Aufpreis erhältlich.

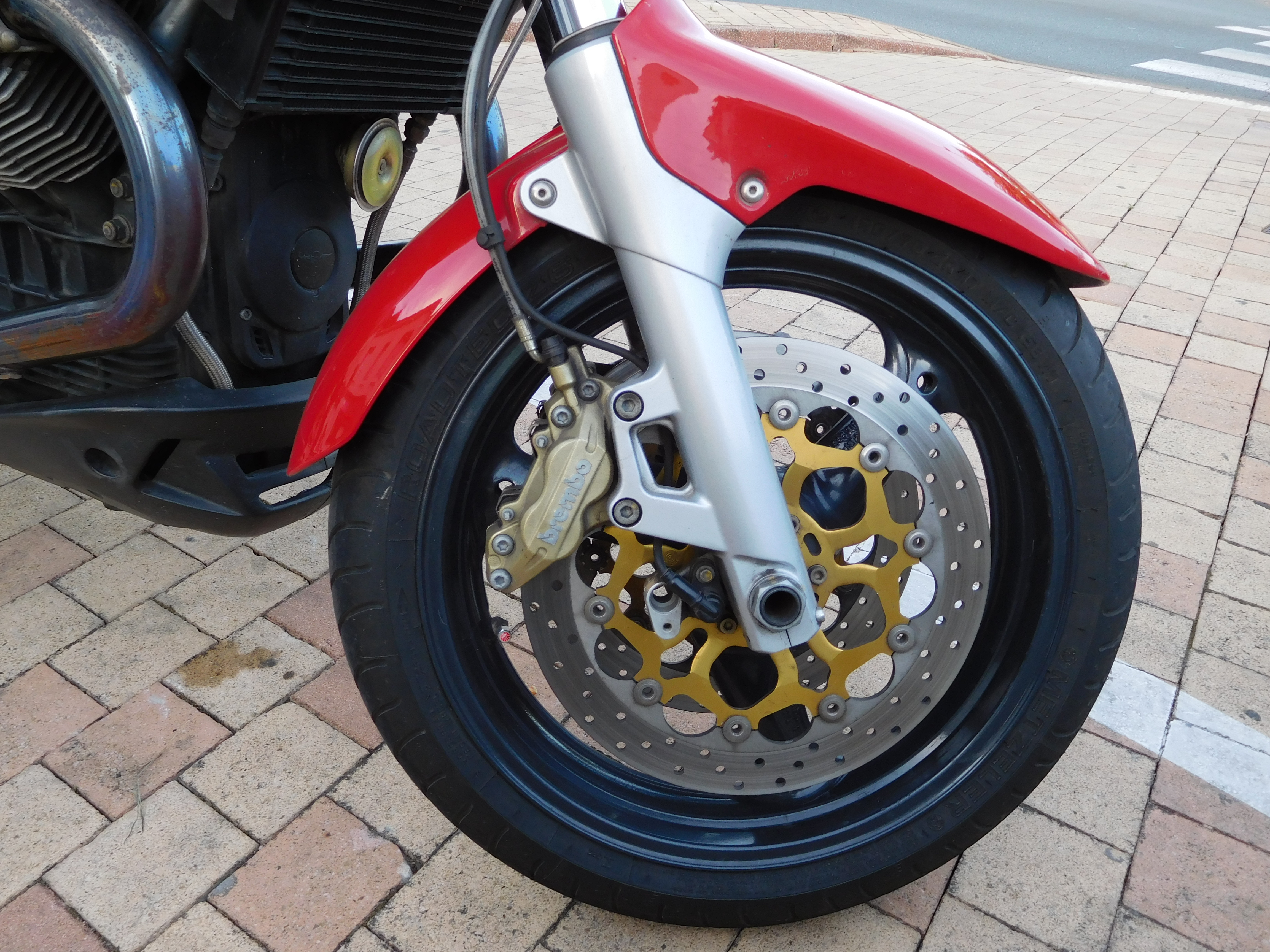
Vorderradbremse

## Modellentwicklung

### Breva 850
2006 brachte Moto Guzzi einen baugleichen Motor, jedoch mit einem auf 877 cm³ verkleinerten Hubraum, auf den Markt. Dafür wurde der Hub auf 66 mm verkürzt bei unveränderter Bohrung von 92 mm. Das Verdichtungsverhältnis wurde auf 9,8 : 1 leicht erhöht.
Mit diesem Motor leitete Moto Guzzi von den größeren, namensgleichen Motorrädern bei ansonsten beinahe gleichen Merkmalen und Komponenten eine Reihe von Mittelklassemodellen ab: Breva 850, Norge 850 und Griso 850.
Die Breva 850 hat eine Nennleistung von 53 kW (72 PS) bei 7600 min−1. Das maximale Drehmoment beträgt 66 Nm bei einer Nenndrehzahl von 7000 min−1. Erkennbar ist der 850er Motor am leichtesten an den silbernen, kantigeren, von der Griso 1100 übernommenen Ventildeckeln mit schwarzen Sturzpads.

### Breva V 1200
Ebenfalls 2006 wurde der 1100er-Motor leicht überarbeitet und zuerst in den Schwestermodellen Norge 1200 und 1200 Sport eingesetzt. Der Hubraum wuchs durch einen längeren Hub von 83 mm und eine um 1,3 mm vergrößerte Bohrung auf 1151 cm³, das Verdichtungsverhältnis war 9,0 : 1.
Erst mit dem Modelljahr 2008 wurde dieser Motor auch für die Breva übernommen, mit einer Nennleistung von 68 kW (93 PS) bei 7250 min−1. Das maximale Drehmoment verbesserte sich auf 93 Nm bei einer Drehzahl von 5500 min−1, lag jedoch immer noch unter dem der Konkurrenz, die inzwischen die ab 2007 erhältliche BMW R 1200 R mit 80 kW (109 PS) und 115 Nm anführte. Erkennbar ist der 1200er Motor an den silbergrauen statt bronzefarbenen Ventildeckeln.
Den stärkeren Vierventilmotor mit gleichem Hubraum von 1151 cm³, der 2007 mit der Griso 8V herauskam und ab 2008 in die Stelvio 1200 8V, ab 2009 in die 1200 Sport 4V sowie ab 2011 auch in die Norge GT 8V eingebaut wurde, bekam die Ende 2011 eingestellte Breva nicht.